# Кёдо рёри
Кёдо-рёри  (яп. 郷土料理 кё:до рё:ри) — провинциальная японская домашняя кухня.

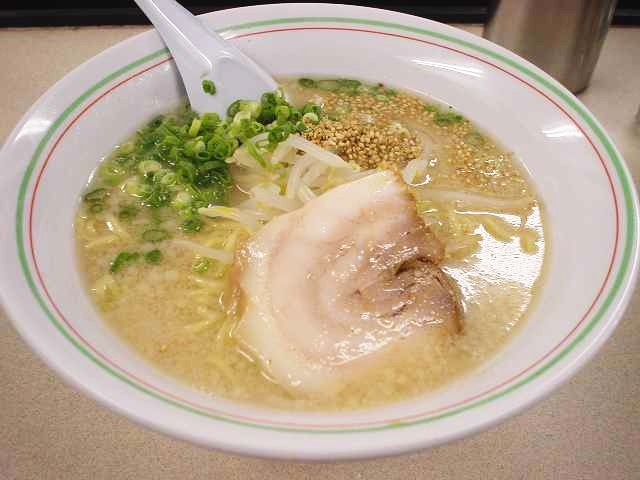
Хаката-рамэн

Разновидность домашней кухни, но больше сохранившая местные традиции приготовления, как в смысле использования местных продуктов, так и в способах их обработки.

## Особенности
Кёдо-рёри менее подвержена влиянию общемировой кухни, а, следовательно, ближе к исторической традиционной кухне Японии, главной особенностью которой было наличие в меню местных деликатесов, использование растений, грибов, лесных овощей, трав и корнеплодов, мяса диких животных (кабана, оленя, медведя-гризли).
Часто используется местная рыба, выловленная в озёрах или горных реках: форель, кижуч, голец и т. п.
В настоящее время широко используется как отдельная достопримечательность, присущая только данной местности. Это имеет своё логическое объяснение, поскольку у каждой местности существует свои оригинальные секреты приготовления, а климатические условия и особенности ландшафта могут в зависимости от провинции сильно отличаться, влияя на вкус продуктов и делая их непохожими на продукты, выращенные в других областях.
Таким образом, создаются так называемые «местные специалитеты» — деликатесы или блюда, которыми славится данная провинция и попробовать которые приезжают люди из других областей Японии.
Поскольку данное направление кухни приобретает всё большую популярность среди любителей традиционной культуры Японии, возникло множество «люксовых предложений» на рынке.
Ценник в некоторых «скромных» ресторанах деревенской кухни может достигать 300—400 долларов за ужин с человека, а сам ресторан может находиться в элитном районе мегаполиса.

### Региональные
Префектура Аомори — дзяппа-дзиру — суп из мелко порезанных овощей, ростков бамбука, трески, лосося, приготовленный на рыбном бульоне, с добавлением соевой пасты.